# Forma normală Greibach
O gramatică independentă de context pentru care este îndeplinită condiția ca partea dreaptă a oricărei producții să înceapă cu un terminal sau este șir vid se numește gramatică de tip Q.
O formă particulară de gramatică de tip Q este forma normală Greibach. În acest caz nu există λ-producții cu excepția cel mult a unei λ-producții corespunzătoare simbolului de start al gramaticii. În cazul în care această producție există, simbolul de start al gramaticii nu apare în partea dreaptă a nici unei producții.
În forma normală Greibach producțiile sunt de forma :
{\displaystyle A\to ax}
cu
{\displaystyle a\ \epsilon T}
și
{\displaystyle x\epsilon N^{*}}